# プレジデンテ・プルデンテFC
プレジデンテ・プルデンテFC (ポルトガル語: Presidente Prudente Futebol Clube) は、ブラジル・サンパウロ州プレジデンテ・プルデンテを本拠地とするサッカークラブである。

## 歴史
クラブは1989年4月9日に創設された。2004年と2005年のサンパウロ州アマチュアリーグで優勝し、2006年にカンピオナート・パウリスタへ初参戦した。